# Mélanie Pugin
Mélanie Pugin née le 3 mai 1990, est une coureuse cycliste française. Spécialiste du VTT, elle est championne du monde de cross-country à assistance électrique en 2020,.
Elle pratique la descente, puis l'enduro et le cross-country à assistance électrique.

## Palmarès

### Championnats du monde
- Val di Sole 2008
  -  Médaillée de bronze de la descente juniors
- Saalfelden-Leogang 2012
  - 20e de la descente
- Leogang 2020
  -  Championne du monde de cross-country à assistance électrique
- Val di Fassa 2024
  -  Médaillée d'argent de VTT enduro

### Coupe du monde
- Coupe du monde de cross-country à assistance électrique
  - 2020 : un podium
  - 2021 : 1re du classement général, vainqueur de deux manches

- Coupe du monde d'enduro
  - 2024 : 5e du classement général

### Championnats de France
- 2023
  - 3e de l'enduro